# Ophiorrhiza pubiflora
Ophiorrhiza pubiflora är en måreväxtart som beskrevs av Elmer Drew Merrill. Ophiorrhiza pubiflora ingår i släktet Ophiorrhiza och familjen måreväxter. Inga underarter finns listade i Catalogue of Life.